# Liwā' ash Shūnah al Janūbīyah
Liwā' ash Shūnah al Janūbīyah (arabiska: لواء الشونة الجنوبية) är ett departement i Jordanien.   Det ligger i guvernementet Balqa, i den norra delen av landet, 30 km väster om huvudstaden Amman.